# ABEMA 格闘チャンネル
ABEMA 格闘チャンネル（アベマ かくとうチャンネル）は、株式会社AbemaTVの運営するインターネットテレビ局「ABEMA」におけるチャンネルのひとつ。K-1・修斗・プロレス・ボクシングなどの格闘技の中継及び関連番組の配信を行う。本項では不定期に開設されるボクシングチャンネルをはじめとした関連チャンネルについても解説する。

## 概要
AmebaTVとして開局して間もない2016年7月31日に26チャンネル目として開設。
3月の先行配信よりK-1やAbemaTVを共同運営するテレビ朝日が中継に関与する新日本プロレスの中継を開始しており、4月11日の本開局後にはプロフェッショナル修斗の配信も開始された。当初格闘技コンテンツは「SPORTSチャンネル」にて配信していたが、高い視聴数を誇るなど圧倒的な人気の高さを受け新チャンネル開設に至った。
常設チャンネルである「格闘1」に加えて、生配信の延長枠などとして臨時に「格闘2」も設けられる。編成によっては「格闘3」「格闘4」も設けられたり、「ABEMA SPECIAL」にて生中継や関連番組が配信される場合もある。
興行の模様は原則として本大会前に組まれる前座試合（K-1のプレミナリーファイトやRISEのオープニングファイトなど）も含めて全試合生中継として配信される。
基本的にライブ配信は無料であるが、K-1などの一部興行はABEMAプレミアム限定となる場合もある。

### ボクシングチャンネル
2016年9月18日、WBO世界スーパーウェルター級タイトルマッチ、リアム・スミス対サウル・アルバレスを格闘チャンネルにて録画配信したのがABEMAのボクシング中継の始まりだった。
2017年5月17日に「SPECIAL2」で配信された『亀田興毅に勝ったら1000万円』がきっかけとなり、翌2018年1月1日に亀田興毅がプロデュースする協栄ジム主催興行を生配信。この年に3度開催された興行を生配信した。その後、協栄ジムの休会やコロナ禍を経て、2021年5月21日に開催された亀田プロデュース「3150ファイト vol.0」より中継を再開。以来3150ファイト以外にも手を広げて国内ボクシング中継を行ってきた。
2023年に「ボクシングチャンネル」が新設され、ボクシング中継はそちらで行うようになった。ただし、興行の都度不定期に開設されるチャンネルであり、中継以外のボクシング関連番組や本チャンネルで生配信された興行の再放送は引き続き「格闘1」で配信されているが、事前番組は当チャンネルで配信される場合もある。
2023年5月11日、堤駿斗がAbemaTVとスポンサー契約を結び、31日のOPBF東洋太平洋フェザー級王座決定戦、対ジョー・サンティシマより独占配信される。
2023年12月31日に行われたWBA世界スーパーフライ級タイトルマッチ、井岡一翔対ホスベル・ペレス戦は、ABEMA格闘技史上最高視聴者数となる228万人を記録した。
2024年3月23日（日本時間）にイタリアで行われたWBCスーパーフェザー級シルバー王座戦、マイケル・マグネッシ対力石政法を無料配信。日本人ボクサーによる海外での試合の配信はABEMA初。
2024年10月13日（日本時間）、メキシコ最大のプロモーターであるZanfer主催の「MEXICO vs PHILIPPINES, THE WAR!」をABEMA初の全世界独占配信を実施し、日本向けはABEMAプレミアムとして配信された。
基本的に第1試合より生中継される。
ABEMAでは他に「ABEMA de DAZN」にてDAZNが配信権を持つ海外ボクシング（マッチルーム、ゴールデンボーイなど）の中継も行っている。

### ABEMA PPV ONLINE
2020年6月より開始した「ABEMA PPV ONLINE LIVE」でも興行のPPV配信が行われている。ABEMAプレミアム会員は興行により割引あるいは無料で視聴できる。
9月より「K-1 DX」をPPVとして不定期で配信。
12月29日に行われたプロレスリング・ノアの「杉浦軍興行 犬ども全員集合！2～杉浦貴デビュー20周年記念大会～」がABEMAのプロレス中継で初めてPPV配信された。
2021年12月14日、WBA・IBF世界バンタム級タイトルマッチ、井上尚弥対アラン・ディパエンをPPV生配信。
2022年6月19日、THE MATCH 2022を全試合生配信し、同時接続者数は「ABEMA PPV ONLINE LIVE」における最高数字を記録した。
2023年、武尊がAbemaTVとPPV契約。しかし、翌2024年にONE FCと契約し、同団体の放映権がU-NEXTに移ったため事実上契約解除。
2023年6月24日、WBA世界スーパーフライ級タイトルマッチ、ジョシュア・フランコ対井岡一翔をABEMA PPVにて独占生配信。
2024年1月28日のONE 165はグローバル向けプラットフォームである「ABEMA Live」の第1弾として配信された。
なお、これらのPPV興行のうち、前座3試合程度は「格闘1」にて無料配信されることが多い。

### 期間限定チャンネル
過去には以下の期間限定チャンネルも配信されていた。
- 新日本プロレスチャンネル - 2017年1月1日から3日までの72時間、4日に開催された「WRESTLE KINGDOM 11 in 東京ドーム」の宣伝を兼ねて開設。
- 天心チャンネル - 2019年7月21日6:00 - 22:30、当日「RISE WORLD SERIES in OSAKA」に出場した那須川天心に密着するチャンネルとして配信された。
- RIZINチャンネル - 2024年7月19日から28日まで、「超RIZIN.3」の宣伝を兼ねて解説。

## 配信される団体・興行

### 総合・立ち技など
- K-1

2024年以降はPPVあるいはプレミアム限定の場合あり。
- Krush ナンバーシリーズ
- RISE

RISE132より。2023年より一部大会をABEMA presentsとして開催。2025年以降のビッグマッチ及びYA-MANプロデュースの別ブランド「FIGHT CLUB」はPPV（第2弾はメインイベント予定の試合が中止のため無料に変更）。
- プロフェッショナル修斗
- RIZIN

超RIZIN及びRIZIN.38よりPPVとして配信開始。ただし超RIZIN.2は配信なし。
- TOP BRIGHTS

旗揚げ戦よりPPVとして配信。
- BreakingDown

本大会をPPV配信。
- Combate Global
- QUINTET

### プロレス
- プロレスリング・ノア

- DDTプロレスリング

- 新日本プロレス

2021年4月より月1回生中継。PPVとなる興行もあり。
- WWE

2023年10月より『RAW』と『SMACKDOWN』をレギュラー配信、プレミアム・ライブ・イベント（PLE）を生中継（5大PLEはPPV）、『NXT』も随時配信。PLEのアーカイブもWWEネットワークから移管されプレミアム会員向けに配信。
- Bloodsport Bushido

日本大会を生中継。

### ボクシングチャンネル
- 3150×LUSHBOMU（旧3150ファイト→3150FIGHT。亀田プロモーション）
- LIFETIME BOXING FIGHTS（ライフタイムプロモーション）

2022年より配信。世界タイトルマッチは2023年よりSANKYO presentsとして（PPVの場合あり）。
- DANGAN

2022年から2023年までナンバーシリーズの一部を配信。2025年は木村翔引退興行を配信。
- BENKEI FIGHT（KWORLD3ジム）

2025年より配信。
- Zanfer

プレミアム限定。
他

## 過去に配信していた団体
- VTJ
- DEEP

2023年5月からはU-NEXTにて配信。YouTubeメンバーズでも配信。
- パンクラス

2020年4月を最後に一時休止も、2021年9月12日のPANCRASE 323よりPPVとして再開。2023年9月よりU-NEXT独占配信。
- UFC

2016年7月から8月まで配信。その後、2022年から2023年まで行われたROAD TO UFCシーズン1を配信。同年4月からはU-NEXTにて配信。UFCファイトパスでも配信。
- LFA

2022年8月のLFA138まで単発で配信。現在はUFCファイトパスにて配信。
- ROAD FC

2017年から2019年まで配信。現在はアフリカTVにて配信。
- シュートボクシング

2019年から2022年まで配信。2023年からはU-NEXTにて配信。
- REBELS

2021年2月28日の最終興行まで配信。団体はKNOCK OUTに統合され、サムライTV（SPOOX）、U-NEXTにて配信。
- GLORY

2022年に配信。2023年からはU-NEXTにて配信。
- ONE FC

2024年1月まではフライデーファイツの一部無料、ナンバーシリーズをPPVでそれぞれ配信していたが、2月よりU-NEXTにて配信。
- 東京女子プロレス
- PXB PHOENIX BATTLE（フェニックスプロモーション）

ひかりTVからサブライセンスとしてPPV配信。2023年4月よりLemino独占配信。

## 主な番組
- 格闘代理戦争
- 新K-1伝説
- ゆにばーす・ばいぶる